# Lucia Mihalache
Lucia Liliana Mihalache (n. 5 iulie 1967, Arad, România) este o fostă trăgătoare română de tir.

## Carieră
Sportiva a cucerit medalia de aur la Campionatul European de Juniori din 1986 în proba de talere (engl. skeet). La Campionatul European din 2001 a ocupat locul 7, în 2007 a fost pe locul 5 și în 2011 s-a clasat pe locul 6. Cel mai bun rezultat la Campionate Mondiale a fost locul 7 la ediție din 2011.
Lucia Mihalache a participat de două ori la Jocurile Olimpice. La Jocurile Olimpice din 2008 de la Beijing a ocupat locul 10 și la Jocurile Olimpice din 2012 de la Londra s-a clasat pe locul 12.
Din 2019 ea este președinte al Federației Române de Tir.